# جغرافيا الجريمة
جغرافيا الجريمة هي إحدى فروع الجغرافيا البشرية وتدرس العلاقة بين انماط الجريمة والظواهر الجغرافية الطبيعية احياناً والبشرية مثل المناخ والتركيب العمرى والنشاط الاقتصادى للسكان.